# Parque Municipal de Barranco
El Parque Municipal de Barranco es un parque urbano ubicado en el distrito de Barranco en Lima, Perú.
Fue inaugurada el 13 de febrero de 1898, siendo alcalde de Barranco Pedro Solari. En 1922 se inaugura el local de la municipalidad, actualmente funciona como biblioteca municipal. El alcalde Manuel Montero Bernales remodeló el parque luego del terremoto del año 1940. En 1963 se inaugura la Iglesia Santísima Cruz de Barranco. El 28 de diciembre de 1972 fue declarado Ambiente Urbano Monumental, por Resolución Suprema N° 2900-72-ED.
El parque se encuentra rodeada de las avenida San Martín y la avenida Grau, alrededor se encuentran varios edificios como la Iglesia Santísima Cruz de Barranco y Biblioteca Municipal Manuel Beingolea, ambas declaradas patrimonio monumental y monumento histórico, y la Municipalidad de Barranco. Cerca del parque se encuentra Museo Pedro de Osma, el Tranvía, la Bajada de Baños y el Puente de los Suspiros.
Alineados con la Biblioteca Municipal, existen tres ranchos republicanos. La primera presenta la fachada larga y continua con ventanas y balaustrada de la azotea. Las otras dos fueron construidas en 1898 y 1895, respectivamente, ambos con patio de ingreso y rejas de fierro fundido.
El parque se caracteriza por tener una pérgola en forma de media luna con ocho columnas; una fuente de agua con la estatua de La Danaide, representación de una de las hijas de Dánao; Los Puttis, esculturas ubicadas sobre dos pedestales de mármol con tres angelitos con túnicas; y el Candelabro de Barberini hecho de mármol de carrara de estilo greco-romano con decoración de hojas de acanto.